# Plagiothecium paleaceum
Plagiothecium paleaceum là một loài Rêu trong họ Plagiotheciaceae. Loài này được (Mitt.) A. Jaeger miêu tả khoa học đầu tiên năm 1878.